# Шарена кафана
Шарена кафана била је некадашња чувена кафана у Јагодини, подигнута 1820. године од стране Аранђела Милосављевића, тадашњег јагодинског кнеза. Налазила се крај Цариградског друма у главној чаршији. То је место недалеко од садашње робне куће Морава. Имала је гостионицу, собе за преноћиште и двориште са шталама. 
У току 1914. године прераста у хотел са летњом баштом до средине улице. Почела је као ”робијашка механа” али убрзо постаје омиљено место састајања угледнијих трговаца при склапању послова.
За време боравка песника и сликара Ђуре Јакшића у Јагодини (1869-71) у њој се окупља прва варошка боемија. Овде настаје Ђурина приповетка ”Комадић швајцарског сира”. 
Боравећи у Јагодини, као обвезник у српско-бугарском рату Бранислав Нушић 1885. године сакупља грађу за позоришни комад ”Пут око света” у коме Јованча Мицић среће у Шареној кафани своје пријатеље.
Између два светска рата у њој се држе забаве, гостују позоришне дружине са Чича Илијом Станојевићем, Драгом Спасић, првом српском оперском певачицом, Петром Прличком и другим.
Срушена је 1959. године а са њом нестаје један од најлепших симбола старе Јагодине.
У склопу Хотела Јагодина, 1980. године основана је кафана са истим именом као реминисценција на некадашњу Шарену кафану, недалеко од места где се она налазила, у центру Јагодине. У ентеријеру су постављене сликарске композиције уметника Слободана Селенића, посвећене Ђури Јакшићу и осталим Јагодинским песницима.